# Levente Molnár
Pour les articles homonymes, voir Molnar.
Levente Molnar, né à Baia Mare (Roumanie) le 10 mars 1976, est un acteur roumain et hongrois, connu pour son rôle d'Abraham Warszawski dans Le Fils de Saul (Saul fia), sorti en 2015, Oscar du meilleur film en langue étrangère en 2016.

## Filmographie partielle

### Au cinéma
- 2002 : Tetemre hívás : Öreg Bárczi
- 2008 : Kis Vuk (A Fox's Tale) de György Gát (en) et János Uzsák
- 2009 : Parttalan (Shoreless) : Florea
- 2010 : Morgen : Ovidiu - Border Police
- 2011 : Radio : Apa
- 2012 : Blutsbrüder teilen alles (Friends Forever / Our Big Time) : Stollenwart
- 2012 : Un alt craciun (Another Christmas) : Sogor
- 2013 : Eleven töredék
- 2013 : Hawaii (court-métrage) : Kiss
- 2015 : Dear Mother : Pista
- 2015 : Le Fils de Saul (Saul fia) : Abraham Warszawski